# 名古屋市立今池中学校
名古屋市立今池中学校（なごやしりつ いまいけちゅうがっこう）は、愛知県名古屋市千種区今池三丁目にある名古屋市立中学校。

## 歴史

### 沿革
- 1947年（昭和22年） - 学校教育法成立に伴い、千種国民学校・高牟国民学校の両校の一部により名古屋市立今池中学校として創立される[3]。校舎は翌年竣工[3]。
- 1960年（昭和35年） - 特殊学級（当時）が設置される[3]。
- 1972年（昭和47年） - 弱視学校が設置される[3]。
- 1998年（平成10年） - スクールランチが開始される[3]。
- 2002年（平成14年） - 壁画設置[3]。

### 生徒数の変遷
『愛知県小中学校誌』（2018年）によると、生徒数の変遷は以下の通りである。
| 1947年（昭和22年） | 956人   |  |
| 1957年（昭和32年） | 1,667人 |  |
| 1967年（昭和42年） | 954人   |  |
| 1977年（昭和52年） | 738人   |  |
| 1987年（昭和62年） | 624人   |  |
| 1997年（平成9年）  | 329人   |  |
| 2007年（平成19年） | 217人   |  |
| 2017年（平成29年） | 204人   |  |

## 通学区域
| 千種小学校学区 - 青柳町7丁目 - 今池二丁目（一部） - 今池三丁目 - 今池南（一部） - 大久手町 - 小松町 - 千種一丁目（一部） - 千種三丁目（一部） - 千種町字赤塚 - 千種通 - 春岡通7丁目 - 吹上二丁目（一部） | 千石小学校学区 - 今池一丁目（一部） - 今池二丁目（一部） - 新栄三丁目 - 千種一丁目（一部） - 千種二丁目 - 千種三丁目（一部） - 花田町 - 吹上一丁目 - 吹上二丁目（一部） | 内山小学校学区 - 今池一丁目・同二丁目（各一部） - 今池四丁目 - 内山一丁目～同三丁目 - 神田町（一部） - 豊年町（一部） |

## 交通
- JR東海中央本線・名古屋市営地下鉄東山線 千種駅下車[6]
- 名古屋市営地下鉄桜通線・東山線 今池駅下車[6]

## 出身者
- 末永康仁（名古屋大学名誉教授）
- 戸部夕子（女優）[7]